# Zaretis anzuletta
Zaretis anzuletta är en fjärilsart som beskrevs av Hans Fruhstorfer 1909. Zaretis anzuletta ingår i släktet Zaretis och familjen praktfjärilar. Inga underarter finns listade i Catalogue of Life.